# 9240 Nassau
A 9240 Nassau (ideiglenes jelöléssel 1997 KR3) a Naprendszer kisbolygóövében található aszteroida. A Spacewatch program keretében fedezték fel 1997. május 31-én.